# Bitwa pod Słonimem (1794)
Bitwa pod Słonimem – bitwa stoczona w dniach 1-2 sierpnia 1794 roku podczas insurekcji kościuszkowskiej. Była to zwycięska 2-dniowa potyczka wojsk Rzeczypospolitej Obojga Narodów z wojskami rosyjskiej dywizji generała majora Maurycego (Borysa) de Lassy, wchodzącej w skład korpusu Wilhelma Derfeldena.
Dywizja generała Karola Sierakowskiego, licząca 4890 żołnierzy i 23 działa, wysłana została z Warszawy na Litwę za rosyjskim korpusem Derfeldena (około 10 000 żołnierzy). Po dotarciu do Zelwy 30 lipca połączyła się z litewską dywizją generała Antoniego Chlewińskiego, liczącą 3900 żołnierzy i 13 dział. Obie dywizje otrzymały rozkaz uniemożliwienia Derfeldenowi marszu na Wilno, któremu zagrażał rosyjski korpus generała Bohdana Knorringa.
Korpus połączonych pod Zelwą wojsk Rzeczypospolitej Obojga Narodów (RON), wyruszył 31 lipca z Zelwy za Rosjanami, zmierzającymi w kierunku stolicy powstańczej Litwy, Wilna. Najwyższy Naczelnik Tadeusz Kościuszko oraz komendant litewski generał Michał Wielhorski nakazali generałowi Sierakowskiemu oraz generałowi Chlewińskiemu zaatakowanie operujących między Bugiem a Niemnem Rosjan.
Polsko-litewski korpus przed bitwą pod Słonimem miał następujący skład:
- dywizja koronna generała Karola Sierakowskiego w sile ponad 4800 żołnierzy[1], w tym:

1. piechota w sile ponad 3400 żołnierzy – regularne i nowo powstałe bataliony piechoty (gwardia piesza koronna, cały batalion XVIII regimentu oraz niepełne bataliony V i XV regimentu fizylierów, strzelcy Sokolnickiego, milicje wojewódzkie itd.).
2. jazda w sile ponad 1000 żołnierzy – szwadron gwardii konnej koronnej (dragoni), części IV i V pułku straży przedniej koronnej, jazda (milicja konna) kobryńska, szwadron kawalerii narodowej
3. artyleria – około 200 artylerzystów i 23 działa[2], znaczna liczba koni ze stajni królewskich

- dywizja Wielkiego Księstwa Litewskiego dowodzona przez generała Antoniego Chlewińskiego licząca około 4000 żołnierzy:

1. piechota – gwardia piesza litewska, 3 bataliony regimentu Pawła Grabowskiego, strzelcy litewscy, 3 pułki straży przedniej litewskiej – IV psp Bielaka (Tatarzy), Kazanowskiego i III psp Chlewińskiego, liczni kosynierzy
2. jazda – gwardia konna litewska (dragoni)
3. artyleria – 10 dział

Wojska litewskie składały się z doświadczonych żołnierzy, ale prowadziły również liczne tabory, w których znajdowały się kobiety, a ich poziom dyscypliny pozostawiał wiele do życzenia.
Generał Sierakowski miał do pomocy 2 generałów majorów:
1. Dionizy Poniatowski (absolwent Korpusu Kadetów, doświadczony w walkach z okresu wojny z Rosją w 1792, gdzie walczył jako major a później pułkownik gwardii koronnej, w 1794 roku ze swoją jednostką brał udział w kwietniowej insurekcji warszawskiej, następnie Najwyższy Naczelnik Tadeusz Kościuszko mianował go generałem majorem).
2. Izydor Krasiński (był porucznikiem V regimentu piechoty, ale kiedy wystawił własnym kosztem batalion, mianowano go pułkownikiem, a później, gdy ten batalion zamieniony został w 18 regiment piechoty, został generałem majorem)

Generał Sierakowski miał także do pomocy Jana Horaina, pełnomocnika Rady Najwyższej Narodowej przy swoim korpusie oraz pełnomocnika do spraw pospolitego ruszenia (od 4 lipca, kiedy dołączył do Sierakowskiego). Oddziały koronne były prowadzone mocną ręką generała Sierakowskiego, który często musztrował młode regimenty piechoty, ucząc je zasad dyscypliny wojskowej, gdyż żołnierz mało doświadczony łatwo wpadał w popłoch.
W Słonimie stanął osłonowy korpus rosyjski generała Borisa O’Brien de Lassy, mający do dyspozycji 3000 żołnierzy (4 bataliony jegrów i muszkieterów oraz 6 szwadronów regularnej kawalerii rosyjskiej oraz chyba 3-4 armaty). Pułki te składały się z ostrzelanych i doświadczonych weteranów walk z armią RON, między innymi uczestniczyli w wygranej dla Rosjan bitwie pod Chełmem.
Generał Lassy ze swoim korpusem miał osłaniać maszerujący na Wilno swój korpus macierzysty dowodzony przez generała Derfeldena (7000 szabli, spis i bagnetów) przed atakiem ze strony podążającego z zachodu korpusu Sierakowskiego.
Zgodnie z rozkazem podążające za Rosjanami wojska polskie dotarły pod Słonim 31 lipca około godziny 17, spędzając placówki rosyjskie należące do liczącej 3000 żołnierzy dywizji generała Lassy’ego, którą Derfelden zostawił za Szczarą.
Na widok przewagi (9000 do 3000) generał Lassy wycofał swoje wojska za rzekę Szczarę, na przedmieście o nazwie Zamoście (leżące w widłach Szczary, Issy i Kopanicy), gdzie znajdował się duży młyn oraz tartak, obsadzając je żołnierzami 2-batalionowego pułku muszkieterów starooskolskich pod wodzą pułkownika Piotra Konownicyna. Reszta Rosjan, z całą ich artylerią, stanęła pod lasem, po prawej stronie doliny Szczary.
Rzeka Szczara miała wtedy (według prof Herbsta) 30 m szerokości, 2 m głębokości, ale liczne brody dawały możliwość przekroczenia rzeki, zwłaszcza jeździe. Przedmieście Zamoście znajdowało się w widłach wpadającej do Szczary rzeki Issy i jej prawego ramienia Kopanicy.
Sierakowski nie chciał zaatakować wstępnym bojem Lassy’ego, a jedynie ściągnąć pod Słonim siły Derfeldena. Wojska RON rozwinęły się na wysokim lewym brzegu doliny Szczary, Koroniarze przed miastem, a Litwini na lewo od nich aż po potok Walabienka. Mając przed frontem Słonim, Sierakowski umieścił w nim 20 dział.
Następnego dnia, 1 sierpnia, na rozkaz generała Sierakowskiego, artyleria wojsk koronnych ostrzeliwała pozycje wojsk rosyjskich za rzeką Szczara leżące na tzw. Zamościu słonimskim. Żadna ze stron nie podjęła akcji zaczepnej – zarówno Polacy, jak i Rosjanie ograniczyli się jedynie do wymiany ognia działowego.
Wojska RON podjęły działania zaczepne 2 sierpnia – ustawiono 2 działa na błoniu, przed Litwinami, 2 działa na grobli prowadzącej do Zamościa oraz jedno nad stawem gdzie Kopanica wpadała do Szczary.
O 8.30 rano artyleria RON zaczęła razić obwarowanych w tartaku i w wielkim młynie muszkieterów. Jednocześnie na prawym skrzydle konni ochotnicy przeszli Szczarę oraz Kopanicę i spędzili flankujące placówki rosyjskie.
Po 8 godzinach utarczek konnych i kanonady ostrzeliwani Rosjanie z tartaku oraz młyna – 2-batalionowy pułk muszkieterów starooskolskich pod wodzą pułkownika Konownicyna – ruszyli około godziny 16 do ataku przez rzekę Szczarę na pozycje RON, mając naprzeciwko piechotę koronną. Pomimo krzyżowego ognia artylerii RON Rosjanie dopadli jednak lewego brzegu i wdarli się do miasta. Na widok muszkieterów mało doświadczony batalion piechoty Królikowskiego zaczął się cofać w popłochu, przez co odsunął się od rzeki. W tej sytuacji Rosjanie bez kłopotu obsadzili przybrzeżne domy, zajmując mocne pozycje obronne.
Generał Sierakowski doskoczył do uchodzących piechurów, zatrzymał część cofającego się batalionu przy pomocy podoficerów oraz ściągnął 2 batalion V regimentu fizylierów. Tak zgrupowane oddziały koronne skutecznie zaatakowały Rosjan, których wyparto za rzekę. Następnie wojska koronne zdobyły wielki młyn oraz tartak, które spalono, żeby nie dawały schronienia Rosjanom, a na koniec obsadziły zdobyte Zamoście.
Dalszej akcji z udziałem piechoty koronnej nie prowadzono. Tymczasem Litwini przeszli kawalerią Szczarę, zmuszając Rosjan do odwrotu w górę doliny na skraj lasów, po czym zdobyli uszkodzoną ogniem artylerii armatę rosyjską.
Na prawym skrzydle, około godziny 19, ochotnicy konni, wzmocnieni 4 szwadronem gwardii konnej koronnej pod majorem Szottem, przeszli rzekę i zaatakowali stojące pod wsią Pietralewicze 2 szwadrony jegrów kijowskich. Ochotnicy oczyścili przedpole z flankierów, po czym z rozkazu majora Szotta ruszyli do szarży. Szarża gwardii koronnej z wolontariuszami zmiotła jegrów, którzy poszli w rozsypkę i uciekli w kierunku wzgórza znajdującego się przed lasem na lewym skraju doliny rzeki Szczary. Kiedy gwardia koronna weszła na szczyt wzgórza za uchodzącymi jegrami, ukazał jej się widok ustawionej reszty korpusu generała Lassy z 2 działami i piechotą. Pędzący jegrzy kijowscy zostali przywitani salwą z armat oraz broni ręcznej własnej armii, w wyniku której pierzchnęli na boki. Rosjanie uniknęli zderzenia własnej kawalerii oraz piechoty, co doprowadziłoby do zmieszania szyku dywizji, a to z kolei groziło rozbiciem całości sił Lassy’ego. Widząc gotowego na wszystko wroga kawalerzyści gwardii koronnej wraz z wolontariuszami zawrócili.
Pokonany, ale nie rozbity generał Lassy cofnął się całymi silami do lasu, leżącego na prawym brzegu doliny rzeki Szczary. Armia RON przerwała jakiekolwiek działania zaczepne oraz zaprzestała ognia artyleryjskiego, po czym udała się na spoczynek. Według raportu do naczelnika napisanego przez generała Sierakowskiego było to około godziny 8 wieczorem 2 sierpnia 1794 roku.
Według raportów, wspomnień Michała Zenowicza, obliczeń Tadeusza Korzona oraz Stanisława Herbsta straty wojsk Rzeczypospolitej wyniosły około 100 rannych i zabitych, natomiast Rosjanie stracili ponad 300 zabitych i rannych.
Korpus RON generała Sierakowskiego (generał Chlewiński odjechał do swoich wojsk litewskich do Wilna 5 sierpnia 1794 roku) stał pod Słonimiem do rana 7 sierpnia 1794 roku, kiedy wycofał się ścigany przez korpus generała Derfeldena, przybyły z pomocą dla swych oddziałów z korpusu generała Lassy.
Excerpt z raportu g(e)n(er)ała Sierakowskiego 5 Sierpnia z pod Słonima.
"Stanąłem tu 31 Lipca, a wkrótce y nieprzyiaciel naprzeciwko nam swóy obóz założył dnia pierwszego sierpnia wystrzały naszych armat cofnyły go pod las, nazajutrz o godzinie 9 zaczęła się kanonada asz do osmey wieczorney trwaiąca, batalion krokowskiego y Fizilierów zabezpieczał przedmioscie, które nieprzyiaciel chciał opanować. Major Szott z kawaleryą y kapitan gwardyi koronney Tymieniecki z milicią drochicką natarł na nich z tyłu y letką konnice moskiewską do nayporządnieyszey w galopie reitirady przymusił. Spaliliśmy młyn , szopey tartak, naywiększe krijówki ich. Strata nasza 2 officierów y 15 żołnierzy ubitych, stata ich do 300 wynosi, straty zaś komendy Chlewińskiego do 80 ludzi liczemy." - rkps Biblioteki Kórnickiej PAN.